# Marco Sempronio Tuditano
Marco Sempronio Tuditano (en latín, Marcus Sempronius Tuditanus) fue un magistrado romano.
Cónsul en 240 a. C. junto con Cayo Claudio Centón, y censor en 230 a. C. junto con Quinto Fabio Máximo.
TUDITANUS era el cognomen de una familia plebeya de la gens Sempronia. El nombre, según supone el filólogo L. Ateius, ha sido dado originalmente a uno de los Sempronii, porque tenía una cabeza como un Tudes (tudit-is) o mazo.